# 샛비늘치
샛비늘치는 몸길이 10~15cm이고 항문 위쪽에 발광기를 가진다. 이것은 의사를 전달하고 먹이를 유인하는 데 쓰이며 적으로부터 자신을 보호할 수 있도록 일종의 위장 효과도 제공한다. 샛비늘치는 몇백에서 몇천 마리가 무리를 이루기도 하는데, 낮에는 매우 깊은 곳에서 발견되나 밤에는 좀 더 얕은 쪽으로 이동한다. 한국·일본·인도양 및 대서양에 분포한다.